# Good News (Album)
Good News ist das zweite Studioalbum der deutschen Sängerin Lena Meyer-Landrut. Produzenten sind Stefan Raab und Reinhard Schaub. Alle zwölf Lieder wurden erstmals in der Fernsehsendung Unser Song für Deutschland, dem deutschen Vorentscheid zum Eurovision Song Contest 2011, vorgestellt. Meyer-Landrut präsentierte je sechs Lieder in den Livesendungen am 31. Januar und am 7. Februar 2011. Das Album wurde am 7. Februar 2011 zum Download angeboten und kam am 8. Februar 2011 in den Handel.

## Lieder
Good News fasst alle Lieder zusammen, die in der Fernsehsendung Unser Song für Deutschland, dem deutschen Vorentscheid zum Eurovision Song Contest 2011, vorgestellt wurden. Ab September 2010 wurden rund 600 Lieder durchgehört und im Dezember 2010 begann die eigentliche Albumproduktion. Zwölf Lieder wurden als Studioversionen auf dem Album Good News veröffentlicht. Bei den Liedern Mama Told Me und What Happened to Me war Meyer-Landrut am Text und an der Melodie beteiligt. Zwei Lieder – der Titelsong Good News und A Good Day – wurden von Audra Mae, einer Großnichte von Judy Garland, komponiert. Die Lieder Maybe und Push Forward stammen vom Berliner Duo Daniel Schaub und Pär Lammers, die bereits für das Album My Cassette Player die Kompositionen I Just Want Your Kiss und We Can't Go On beisteuerten. At All ist ein Titel, den Aloe Blacc für Meyer-Landrut schrieb. Das Hannoveraner Duo Errol Rennalls und Stavros Ioannou vom Label Peppermint Jam Records steuerten das Lied A Million and One bei. Stefan Raab schrieb das Lied That Again. Rosi Golan, die bereits das Lied Bee vom Album My Cassette Player schrieb und der irische Musiker Johnny McDaid komponierten die Ballade I Like You gemeinsam über das Internet. Der Titel Taken by a Stranger stammt aus der Feder von Gus Seyffert, Nicole Morier und Monica Birkenes. Er wurde am 18. Februar 2011 zum deutschen Teilnehmerbeitrag für den Eurovision Song Contest 2011 in Düsseldorf gewählt und am 22. Februar 2011 als Single veröffentlicht. Die Lieder Push Forward, Maybe, A Million and One und Mama Told Me wurden am 18. Februar 2011 digital veröffentlicht und erreichten am 1. März 2011 zeitgleich mit Taken by a Stranger die Top 100 der deutschen Single-Charts.

## Titelliste

### Standard Edition
| Nr.          | Titel               | Autor(en)                                              | Produktion                   | Länge |
| ------------ | ------------------- | ------------------------------------------------------ | ---------------------------- | ----- |
| 1.           | Good News           | Audra Mae, Ferras Alqaisi                              | Stefan Raab, Reinhard Schaub | 3:05  |
| 2.           | What Happened to Me | Stefan Raab, Lena Meyer-Landrut                        | Raab                         | 3:37  |
| 3.           | A Million and One   | Errol Rennalls, Stavros Ioannou                        | Raab, Schaub                 | 3:11  |
| 4.           | Maybe               | Daniel Schaub, Pär Lammers                             | Raab, Schaub                 | 3:06  |
| 5.           | I Like You          | Rosi Golan, Johnny McDaid                              | Raab                         | 2:51  |
| 6.           | Mama Told Me        | Raab, Meyer-Landrut                                    | Raab                         | 2:51  |
| 7.           | Push Forward        | Schaub, Lammers                                        | Raab, Schaub                 | 3:37  |
| 8.           | A Good Day          | Mae, Todd Edgar Wright, Scott Simons                   | Raab, Schaub                 | 3:19  |
| 9.           | Taken by a Stranger | Gus Seyffert, Nicole Morier, Monica Birkenes           | Raab, Schaub                 | 3:24  |
| 10.          | Teenage Girls       | Viktoria Hansen, Lili Tarkow-Reinisch, Yacine Azeggagh | Raab                         | 3:13  |
| 11.          | That Again          | Raab                                                   | Raab                         | 3:03  |
| 12.          | At All              | Egbert Nathaniel Dawkins                               | Raab                         | 3:21  |
| Gesamtlänge: | Gesamtlänge:        | Gesamtlänge:                                           | Gesamtlänge:                 | 38:40 |

### Platin Edition
| Nr. | Titel                                                         | Autor(en)                                                          | Produktion    | Länge |
| --- | ------------------------------------------------------------- | ------------------------------------------------------------------ | ------------- | ----- |
| 13. | What a Man                                                    | Dave Crawford                                                      | Raab          | 2:54  |
| 14. | Who’d Want to Find Love                                       | Ellie Goulding, Jonny Lattimer                                     | Raab, Schaub  | 2:57  |
| 15. | Drop It Like It’s Hot (Intro) / I Like to Bang My Head (Live) | Calvin Broadus, Chad Hugo, Pharrell Williams / Raab, Meyer-Landrut | Andreas Grimm | 4:29  |
| 16. | Good News (Live)                                              | Mae, Alqaisi                                                       | Grimm         | 3:24  |
| 17. | Taken by a Stranger (Live)                                    | Seyffert, Morier, Birkenes                                         | Grimm         | 3:37  |
| 18. | Satellite (Live)                                              | Julie Frost, John Gordon                                           | Grimm         | 4:08  |
| 19. | New Shoes (Live)                                              | Matty Benbrook, Jim Duguid, Paolo Nutini                           | Grimm         | 6:08  |

## Cover
Das von Sandra Ludewig fotografierte CD-Cover zeigt Lena Meyer-Landrut auf einem Bett sitzend und sich an das Fußteil lehnend. Das Bild wurde im Berliner Hotel Bogota (1964–2013) aufgenommen. Die Berliner Firma Eat, Sleep + Design übernahm die Gestaltung des Booklets.

## Rezeption

### Kritik
| Professionelle Bewertungen | Professionelle Bewertungen |
| Kritiken                   | Kritiken                   |
| Quelle                     | Bewertung                  |
| -------------------------- | -------------------------- |
| Laut                       | [ 4 ]                      |
| CDStarts                   | [ 5 ]                      |
| LetMeEntertainYou          | [ 6 ]                      |
| Pooltrax                   | Positiv                    |

Uwe Jansen schrieb in der Hannoverschen Allgemeinen Zeitung, dass Lenas Stimme für ein Soulstück wie Mama Told Me zu artig klinge. Bei Pooltrax wurde bemängelt, dass nicht jeder Song auf dem Album ein Hit sei, in Lena aber durchaus Potenzial stecke. Das Magazin Der Spiegel kritisierte, dass eine „wahre Killersingle“ auf dem Album nicht zu hören sei, dafür aber „viel Geträller“. Die Neue Westfälische bemerkte, dass das Album nur live und auf der Bühne funktioniere. Der Mannheimer Morgen schrieb, dass die zwölf Songs als Popalbum besser funktionieren als das eilig zusammengeschusterte My Cassette Player. Die Welt bezeichnete das Album als „merkwürdige Platte, auf der Lieder miteinander wetteifern“.

### Charts
Bereits am ersten Verkaufstag stand das Album auf Platz 1 der Downloadportale Musicload, iTunes und Amazon. Nach einer Woche belegte es den ersten Platz in den deutschen Album-Charts und nach drei Monaten erreichte es mit über 200.000 verkauften Exemplaren Platinstatus.

#### Album
| ChartsChartplatzierungen | Höchstplatzierung | Wochen |
| ------------------------ | ----------------- | ------ |
| Deutschland (GfK)        | 1 (22 Wo.)        | 22     |
| Österreich (Ö3)          | 7 (11 Wo.)        | 11     |
| Schweiz (IFPI)           | 15 (14 Wo.)       | 14     |

| ChartsJahrescharts (2011) | Platzierung |
| ------------------------- | ----------- |
| Deutschland (GfK)         | 20          |

#### Lieder mit Chartplatzierungen
| Jahr | Titel Album         | Höchstplatzierung, Gesamtwochen, AuszeichnungChartplatzierungen (Jahr, Titel, Album, Platzierungen, Wochen, Auszeichnungen, Anmerkungen) | Höchstplatzierung, Gesamtwochen, AuszeichnungChartplatzierungen (Jahr, Titel, Album, Platzierungen, Wochen, Auszeichnungen, Anmerkungen) | Höchstplatzierung, Gesamtwochen, AuszeichnungChartplatzierungen (Jahr, Titel, Album, Platzierungen, Wochen, Auszeichnungen, Anmerkungen) | Anmerkungen                                          |
| Jahr | Titel Album         | DE | AT | CH | Anmerkungen                                          |
| ---- | ------------------- | --- | --- | --- | ---------------------------------------------------- |
| 2011 | Taken by a Stranger | DE2 (21 Wo.)DE | AT18 (8 Wo.)AT | CH29 (2 Wo.)CH | Erstveröffentlichung: 18. Februar 2011               |
| 2011 | Push Forward        | DE15 (4 Wo.)DE | — | — | Erstveröffentlichung: 18. Februar 2011, nur Download |
| 2011 | Maybe               | DE53 (2 Wo.)DE | — | — | Erstveröffentlichung: 18. Februar 2011, nur Download |
| 2011 | A Million and One   | DE55 (1 Wo.)DE | — | — | Erstveröffentlichung: 18. Februar 2011, nur Download |
| 2011 | Mama Told Me        | DE58 (1 Wo.)DE | — | — | Erstveröffentlichung: 18. Februar 2011, nur Download |
| 2011 | What a Man          | DE21 (4 Wo.)DE | — | — | Erstveröffentlichung: 2. September 2011              |